# Métodos para la fijación de las creencias
Este ensayo desarrollado por Charles Sanders Peirce es una contribución para explicar la manera en que el proceso de cognición fija las creencias y determina los comportamientos y los hábitos. Pierce es considerado como un importante referente en la Filosofía y la Lógica, se le reconoce como uno de los precursores de Pragmatismo (pragmaticismo) y del Falibilismo.

## Antecedentes
La fijación de las creencias es un ensayo producido entre 1872-1873 y publicado en 1877, en el cual a partir de la creencia, Peirce da cuenta de la comprensión de la acción humana para posteriormente desarrollar la teoría del pragmatismo. 
A partir de las discusiones que se dieron en The Metaphysical Club, Peirce desarrolló una revisión de los desarrollos de George Berkeley, René Descartes y Chauncey Wright, lo que lo motivó a indagar por la creencia como resultado de un desarrollo cognitivo que explica el comportamiento humano. Vale la pena destacar que este documento no busca desarrollar un método científico que este tras la búsqueda de la verdad. No obstante, la fijación de creencias basada en el descubrimiento de hechos reales (método científico) se constituye en un camino para la construcción de conocimiento científico en el que se delimita una percepción e inferencia que nos permite caminar hacia la verdad.

## La creencia
Peirce desarrolla una definición de creencia en la cual establece que las creencias “deben ser tales que pueden guiar nuestras acciones con el fin de satisfacer nuestros deseos; y esta reflexión hará que rechacemos toda creencia que no haya sido formada para asegurar este resultado”. Es decir que la creencia tiene un objetivo pragmático que se basa en regular y establecer el comportamiento por medio de un proceso de cognición, en el cual se conoce lo real y se establece una creencia fija, que es restablecida por un principio de verdad. Por tanto la creencia instaura una disposición para orientar el comportamiento, permitir la evaluación de la verdad de una opinión o un hecho y finalmente evaluar los significados de la acción.
A partir de lo anterior se dilucidan tres características de la creencia. La primera, relacionada con la capacidad de develar algún hecho particular. La segunda, se refiere a que la creencia mitiga la irritación producida por la duda y por último que la creencia da paso a la incorporación de hábitos.

## Fijación de la creencia
La descripción de los métodos para fijar nuevas creencias es una contribución que ratifica el pragmatismo de Charles Sanders Peirce. En éste ejercicio el autor considera las virtudes y limitaciones de los métodos para la fijación de las creencias, a partir del relacionamiento entre la creencia, la duda y la indagación. 
Este recorrido inicia con la demarcación y caracterización de la relación entre lógica y ciencia. La lógica evidencia la capacidad humana de realizar inferencias y no se instaura en el razonamiento humano como un “don natural”, por el contrario es producto de un conjunto de aprendizajes acumulados que se consolidaron por medio de la experiencia. En consecuencia, la lógica y la ciencia se encuentran estrechamente relacionadas puesto que los avances en la lógica contribuyen de manera significativa a la fundamentación de nuevos conocimientos científicos o precientíficos que construyen y fijan las creencias e incluso la verdad, es por esto que cada avance se construye a partir de la reflexión y comprobación lógica, haciendo uso de la inferencia y la fundamentación en verificaciones basadas en hechos verdaderos para develar conocimiento. 
A partir de la importancia de la inferencia, entendida como un hábito de la mente que se establece para determinar la veracidad o falsedad de los hechos, se determina el principio de directriz de la inferencia, definido como un hábito particular que gobierna las inferencias; constituyéndose así en una forma que determina la validez de las inferencias realizadas. Es decir, la directriz de la inferencia determina el método que establecemos para realizar inferencias verdaderas sobre los hechos observados y es la validez de las mismas la que legitima y comprueba la eficiencia de la directriz de la inferencia instaurada.

## La duda y la verdad
En este recorrido por los caminos de la lógica se abre paso a otra tensión existente y determinante para la caracterización de los métodos de fijación de las creencias. La duda y la verdad, marcan una línea tenue en las creencias incorporadas, puesto que gracias a la realización de los procesos lógicos se da la transición de los sujetos de una a otra (duda o verdad). Este proceso echa mano de reglas o métodos que se encuentran disponibles de igual manera para todos los sujetos. No obstante, en los procesos lógicos se entrecruzan o traslapan “pensamientos ordinarios” y conceptos que generan así un cúmulo de confusiones e incertidumbres que abren paso a la instauración de la duda frente a nuestras creencias.
Este movimiento lógico es de suprema importancia considerando que las creencias orientan nuestros deseos y configuran las formas de acción. Es decir, una vez instaurada la creencia la asumimos como verdadera y legitimamos nuestros deseos o acciones, de allí se denota la gran importancia que tienen las creencias para la construcción de conocimiento e incluso su radical importancia en las relaciones sociales. No obstante, es necesario precisar, para evitar caer en interpretaciones erróneas, que la creencia no se instaura como un dispositivo que busca la actuación automática de los sujetos sino que por el contrario se fija para establecer las condiciones de nuestras actuaciones en determinados contextos. 
Por tal razón la duda se instaura como un “estado de inquietud e insatisfacción” del que luchamos constantemente para poder transitar de la duda a la creencia e incluso a la verdad. Por tanto, el propósito de la duda es promover y motivar la indagación y la revisión de los procesos de instauración de las creencias para así replantearlas, revisarlas y abrir paso a la fijación de unas nuevas. Este proceso de indagación surge con el establecimiento de la duda, éste es su punto de inicio, que finaliza con la destrucción de la duda. La duda da vida a la inquietud quién surge para acabar con la duda misma.

## Descripción de los métodos para la fijación de las creencias
Considerando la relación lógica-ciencia, creencia–verdad y duda–indagación. Pierce describe y valora los métodos que se han establecido para la fijación de las creencias. En este aparte el autor se dedica a describir cada uno de sus métodos destacando sus potencialidades y restricciones. A continuación se presentan los elementos más relevantes de los cuatro métodos analizados por Pierce.
- Método de la tenacidad: Se caracteriza por aferrarse a las creencias instauradas por medio de la repetición y reiteración constante. Este método frente al surgimiento de la duda afianza la creencia como estrategia para destruirla, aislando al sujeto de todas las influencias externas que puedan cuestionar la creencia instaurada. Una de las características de este método es la ausencia de racionalidad y la negación de la misma como un acto de fe, por ejemplo algunas personas que profesan la fe religiosa hacen uso de este método para la fijación de la creencia.

- Método de la autoridad: Fundamentado en la autoridad institucional, este método delega a las instituciones el establecimiento de las creencias y las formas de destruir las dudas existentes. De igual manera, es la institución la encargada de diseñar las formas de trasmisión de las creencias y garantizar su continuidad; con este propósito se han fundamentado un sinnúmero de formas de trasmisión entre los miembros de dichas instituciones. Vale la pena considerar que este método se puede evidenciar con claridad en la consolidación y el establecimiento de doctrinas políticas y teológicas que definen las creencias “correctas” o legítimas y por ende los deseos y las acciones. En contraste, a partir de estos principios institucionales se han determinado prácticas crueles como estrategias para la supresión de la duda sumadas a las doctrinas institucionales que determinan cuales son las formas legítimas de disipación de las dudas. No obstante, se destaca que a pesar de las sofisticadas formas de fijación de las creencias establecidas por las algunas instituciones, no existe ninguna institución capaz de regular todas las dimensiones de la vida humana.

- Método a priori: Este método está orientado al ámbito privado y surge de la idea de la verdad como un discurso coherente en su argumentación producto del intercambio de diferentes perspectivas u opiniones de los sujetos, por lo tanto, no permite establecer conocimientos sobre los hechos reales sino opiniones sobre otras opiniones. Su fundamentación no está en la observación detallada y sistemática de los hechos ni mediada por la trayectoria de la experiencia, sino que se fija a partir de la inclinación de las creencias y la construcción de opiniones frente a los fenómenos, este proceso en algunos casos se basa en falsas creencias. Por otra parte este método enfatiza la dimensión interna de los sujetos y sus relaciones sociales como forma de experiencia.

- Método científico: Pierce destaca este método frente a los otros, por su capacidad de comprender los hechos reales y fijar las creencias en hechos observables y verificables por todos los sujetos. De acuerdo a los postulados expuestos este método por antonomasia resulta fiel a los procesos de la lógica y la ciencia. En primer lugar, se basa en casos reales independiente a las opiniones, por tanto parte de la realidad y de la experiencia del sujeto en ella. En segundo lugar, surge de fenómenos externos, dejando de lado las visiones internas que emergen frente a los hechos, el método científico da paso a formas de investigación que permiten la comprobación de las cosas reales por dos razones fundamentales. Por un lado, parte de la observación de los hechos reales que nos afectan a todos de igual manera. Por el otro, el método es aplicable a un sinnúmero de cosas y hechos; condiciones que le otorgan un carácter de universalidad.

Finalmente el método permite evitar que se generen dudas frente a los hechos e incluso frente al método mismo puesto que se instaura en la esfera pública y queda disponible para que otros puedan contrastar sus resultados, resolver dudas o identificar falacias u fallas en las inferencias e indagaciones realizadas.

## Críticas a la “fijación de las creencias” de Peirce
Karl-Otto Apel considerando algunas referencias y análisis sobre la obra de Peirce en su obra “Charles Sanders Peirce: From Pragmatism to Pragmaticism” expone cuatro críticas realizadas a los planteamientos elaborados por Peirce. En primer lugar, se evidencia que en la medida que el método científico propuesto tiene como propósito fijar las creencias y que a su vez la creencia busca determinar la acción, no es adecuado interpretar que este es un método científico para la producción de conocimiento puesto que no permite que por medio del mismo se devele la verdad (fin último del método científico). 
En segundo lugar, en los planteamientos de Peirce, la irritación producida por la duda se diluye con la fijación de una nueva creencia, sin embargo, aquí se apela al principio de verdad para aducir que el autor no considera que la desaparición de la irritación pueda darse bajo la fijación de creencias falsas. 
En tercer lugar, existe una falacia naturalista en la obra de Peirce, ya que pretende explicar los intereses humanos con tan solo realizar una descripción y evaluación del comportamiento humano, en consecuencia, podemos decir que no es suficiente partir de la comprensión del comportamiento natural humano para dar cuenta de la complejidad de la acción humana sino que es necesario profundizar, indagar y explorar otras dimensiones de la vida humana y que no se explican en los fundamentos naturalistas. 
Por último, para Peirce, la expresión del pragmatismo en la creencia es la orientación de las acciones, por tanto afirma que “diferentes creencias se distinguen por los diferentes modos de acción a las que dan lugar”, esta conclusión presenta una serie de generalidades que inducen a incurrir en un error y en imprecisiones que pueden ubicarnos en el pragmatismo popular o el conductismo elemental, puesto que no es posible identificar la diversidad de creencias por sus resultados asumiendo que existe un sistema unidireccional para entender la acción humana .